# Saint-Cyr-le-Gravelais
Saint-Cyr-le-Gravelais – miejscowość i gmina we Francji, w regionie Kraj Loary, w departamencie Mayenne.
Według danych na rok 1990 gminę zamieszkiwały 472 osoby, a gęstość zaludnienia wynosiła 24 osób/km² (wśród 1504 gmin Kraju Loary Saint-Cyr-le-Gravelais plasuje się na 856. miejscu pod względem liczby ludności, natomiast pod względem powierzchni na miejscu 566.).